# Готель дель Луна
Готель дель Луна (кор. 호텔 델루나; ром. Hotel delluna; англ. Hotel Del Luna) — південнокорейський фентезійний телесеріал 2019 року. Головні ролі виконали Лі Чі Ин у ролі власниці готелю і Йо Чін Ку в ролі менеджера однойменного готелю, який обслуговує тільки привидів. Серіал транслювався на tvN з 13 липня по 1 вересня 2019 року. Це восьма за рейтингом корейська драма в історії кабельного телебачення.

## Опис
Готель дель Луна (формально називається «гостьовий будинок Місяця»), розташований у Сеулі, не схожий на жоден інший готель: всі його клієнти — привиди, і вдень він не видний у своєму справжньому вигляді. Під час епохи Когурьо бунтарка на ім'я Чжан Манволь (Лі Чі Ин) випила лікер, який несвідомо перетворив її на власника гостьового будинку, коли вона подорожувала, щоб знайти його. Вона застрягла в управлінні готелем протягом останніх 1000 років, перш ніж зустрітися з Ко Чхан Соном (Йо Чін Ку), новим менеджером.

## Актори

### Головні герої

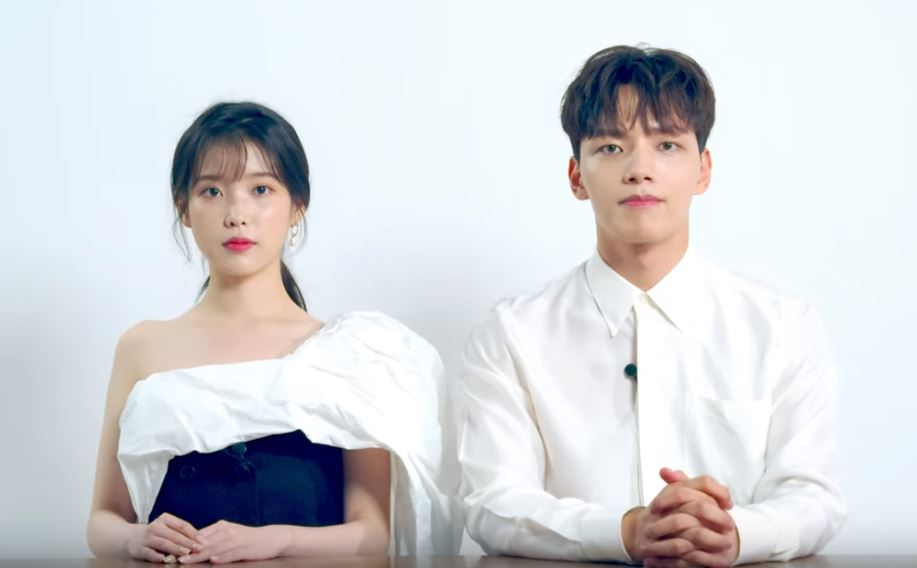
Лі Чі Ин і Йо Чін Ку під час інтерв'ю для Готель дель Луна

- Лі Чі Ин — Чжан Ман Воль[5]
  - Кім Гю Рі[en] — молода Ман Воль

Гарна, але холодна власниця Готелю дель Луна (гостьового будинку Місяця) протягом 1300 років.
- Йо Чін Ку — Ко Чхан Сон[6]
  - Кім Ганг Хун[en] — молодий Чхан Сон

Новий генеральний директор Готелю дель Луна, який змінив попереднього менеджера, Но Чжон Сока. Він красивий випускник Гарварду МДА, який працював помічником менеджера в одному з кращих готелів Кореї. Проте пізніше він стає генеральним менеджером готелю через угоду, яку його батько уклав з Ман Воль двадцять років тому.

### В Готелі дель Луна
- Чан Дон Хван[en] — Чжон-Сок. Генеральний директор готелю протягом 30 років, який іде на пенсію; попередник Чан-Сун.
- Шін Чжон Гин[en] — Кім Сон Бі (раніше Кім Ши Ік). Співробітник готелю з найдовшим стажем і бармен Sky Bar. Він жив за часів династії Чосон як вчений Кім Ши Ік, який покінчив життя самогубством після того, як його зняли з посади за написання оповідань про життя простолюдинів. Він чекав 500 років, щоб очистити своє ім'я.
- Пе Хе Сон — Чхве Хі Сон. Домробітниця і постачальник послуг у номери з екстравертною особистістю. Вона також жила в епоху Чосон, як дружина дворянина. Коли вона народила дівчинку замість хлопчика, сім'я забрала її дитину, щоб заморити голодом, в той час як її чоловік спав з іншою жінкою, щоб продовжити рід. Вона була доведена до божевілля після смерті своєї дочки і пізніше була вбита людьми свого чоловіка. Вона присягнулася побачити, як вимирає їхній рід, і хоче забрати останнього спадкоємця сім'ї з собою в загробне життя.
- Пьо Чі Хун[en] — Чжі Хен Чжун. Адміністратор готелю. Він добрий і ввічливий, але не любить свою роботу. Він був випадково убитий своїм другом під час Корейської війни і дуже піклується про свою молодшу сестру. Він починає зустрічатися з Чжон Чон Су.
- Кан Мі На[en] — дух Чон Су Чжон/Кім Ю На (мешкає в тілі Кім Ю На). Багата і зарозуміла школярка, чиє фізичне тіло стає посудиною духа Чон Су Чжон, однокласниці, яку Юна залякала і вбила, зіштовхнувши з моста. Дух Ю На знищений її батьками, і тому Су Чжон вирішує залишитися в тілі Ю На і прийняти її особистість, щоб бути в змозі жити. Вона найнята як стажист.

### Люди навколо Чжан Ман Воль
- Лі До Хьон — Гу Чон Мен

Солдат епохи Когурьо, який закохався в Ман Воль. Він був змушений одружитися з принцесою Сон Хва і захопити заколотників, щоб позбавити короля підозр і врятувати Ман Воль від покарання. Відразу після одруження з Сон Хва він навмисно дозволив вбити себе через свою непохитну любов і почуття провини перед нею.
- Лі Тхе Сон[en] — Єн У/офіцер Пак Ен Су

Товариш Ман Воль по заколоту, який був для неї як брат. Він був схоплений і вбитий під проводом Гу Чон Мена, що призвело до того, що в Чан Ман Воль виникла глибока неприязнь до останнього. Він перероджується як поліціянт Пак Ен Су, який стає другом Лі Мі Ра (переродження принцеси Сон-Хва).

### Спеціальна поява
- Кім Со Хьон — власник готелю «Синій місяць»

## Саундтрек

### Частина 1
| Реліз 14 липня 2019 | Реліз 14 липня 2019   | Реліз 14 липня 2019 | Реліз 14 липня 2019 | Реліз 14 липня 2019 | Реліз 14 липня 2019 |
| #                   | Назва                 | Автор слів          | Автор музики        | Артист              | Тривалість          |
| ------------------- | --------------------- | ------------------- | ------------------- | ------------------- | ------------------- |
| 1.                  | «Another Day»         | Ji Hoon Park Se-jun | Noheul A10tion      | Monday Kiz Punch    | 3:38                |
| 2.                  | «Another Day» (Inst.) |                     | Noheul A10tion      |                     | 3:38                |
| 7:16                |                       |                     |                     |                     |                     |

### Частина 2
| Реліз 20 липня 2019 | Реліз 20 липня 2019                           | Реліз 20 липня 2019 | Реліз 20 липня 2019        | Реліз 20 липня 2019 | Реліз 20 липня 2019 |
| #                   | Назва                                         | Автор слів          | Автор музики               | Артист              | Тривалість          |
| ------------------- | --------------------------------------------- | ------------------- | -------------------------- | ------------------- | ------------------- |
| 1.                  | «Lean On My Shoulders» (나의 어깨에 기대어요) | Ji Hoon Park Se-jun | Lee Seung-joo Choi In-hwan | 10cm                | 3:32                |
| 2.                  | «Lean On My Shoulders» (Inst.)                |                     | Lee Seung-joo Choi In-hwan |                     | 3:32                |
| 7:04                |                                               |                     |                            |                     |                     |

### Частина 3
| Реліз 21 липня 2019 | Реліз 21 липня 2019           | Реліз 21 липня 2019 | Реліз 21 липня 2019 | Реліз 21 липня 2019 | Реліз 21 липня 2019 |
| #                   | Назва                         | Автор слів          | Автор музики        | Артист              | Тривалість          |
| ------------------- | ----------------------------- | ------------------- | ------------------- | ------------------- | ------------------- |
| 1.                  | «All About You» (그대라는 시) | Ji Hoon Park Se-jun | minGtion            | Тейон               | 3:30                |
| 2.                  | «All About You» (Inst.)       |                     | minGtion            |                     | 3:30                |
| 7:00                |                               |                     |                     |                     |                     |

### Частина 4
| Реліз 27 липня 2019 | Реліз 27 липня 2019         | Реліз 27 липня 2019      | Реліз 27 липня 2019 | Реліз 27 липня 2019 | Реліз 27 липня 2019 |
| #                   | Назва                       | Автор слів               | Автор музики        | Артист              | Тривалість          |
| ------------------- | --------------------------- | ------------------------ | ------------------- | ------------------- | ------------------- |
| 1.                  | «Only You» (너만 너만 너만) | Ji Hoon Park Se-jun Yoda | Kim Se-jin Midnight | Yang Da-il          | 4:15                |
| 2.                  | «Only You» (Inst.)          |                          | Kim Se-jin Midnight |                     | 4:15                |
| 8:30                |                             |                          |                     |                     |                     |

### Частина 5
| Реліз 28 липня 2019 | Реліз 28 липня 2019                          | Реліз 28 липня 2019      | Реліз 28 липня 2019        | Реліз 28 липня 2019 | Реліз 28 липня 2019 |
| #                   | Назва                                        | Автор слів               | Автор музики               | Артист              | Тривалість          |
| ------------------- | -------------------------------------------- | ------------------------ | -------------------------- | ------------------- | ------------------- |
| 1.                  | «Can You See My Heart» (내 맘을 볼수 있나요) | Ji Hoon Park Se-jun Yoda | Choi In-hwan Lee Seung-joo | Heize               | 3:46                |
| 2.                  | «Can You See My Heart» (Inst.)               |                          | Choi In-hwan Lee Seung-joo |                     | 3:46                |
| 7:32                |                                              |                          |                            |                     |                     |

### Частина 6
| Реліз 3 серпня 2019 | Реліз 3 серпня 2019                | Реліз 3 серпня 2019 | Реліз 3 серпня 2019 | Реліз 3 серпня 2019 | Реліз 3 серпня 2019 |
| #                   | Назва                              | Автор слів          | Автор музики        | Артист              | Тривалість          |
| ------------------- | ---------------------------------- | ------------------- | ------------------- | ------------------- | ------------------- |
| 1.                  | «At The End Of You» (그 끝에 그대) | Ji Hoon Park Se-jun | Noheul A10tion      | Чонха               | 3:45                |
| 2.                  | «At The End Of You» (Inst.)        |                     | Noheul A10tion      |                     | 3:45                |
| 7:30                |                                    |                     |                     |                     |                     |

### Частина 7
| Реліз 4 серпня 2019 | Реліз 4 серпня 2019                                              | Реліз 4 серпня 2019 | Реліз 4 серпня 2019 | Реліз 4 серпня 2019 | Реліз 4 серпня 2019 |
| #                   | Назва                                                            | Автор слів          | Автор музики        | Артист              | Тривалість          |
| ------------------- | ---------------------------------------------------------------- | ------------------- | ------------------- | ------------------- | ------------------- |
| 1.                  | «Remember All My Days And Then» (기억해줘요 내 모든 날과 그때를) | Ji Hoon Park Se-jun | Kangaroo Rocoberry  | Gummy               | 3:49                |
| 2.                  | «Remember All My Days And Then» (Inst.)                          |                     | Kangaroo Rocoberry  |                     | 3:49                |
| 7:38                |                                                                  |                     |                     |                     |                     |

### Частина 8
| Реліз 10 серпня 2019 | Реліз 10 серпня 2019          | Реліз 10 серпня 2019 | Реліз 10 серпня 2019  | Реліз 10 серпня 2019 | Реліз 10 серпня 2019 |
| #                    | Назва                         | Автор слів           | Автор музики          | Артист               | Тривалість           |
| -------------------- | ----------------------------- | -------------------- | --------------------- | -------------------- | -------------------- |
| 1.                   | «See the Stars» (어떤 별보다) | Ji Hoon Park Se-jun  | Yoo Song-yeon Jay Lee | Red Velvet           | 3:51                 |
| 2.                   | «See the Stars» (Inst.)       |                      | Yoo Song-yeon Jay Lee |                      | 3:51                 |
| 7:42                 |                               |                      |                       |                      |                      |

### Частина 9
| Реліз 11 серпня 2019 | Реліз 11 серпня 2019                       | Реліз 11 серпня 2019 | Реліз 11 серпня 2019 | Реліз 11 серпня 2019 | Реліз 11 серпня 2019 |
| #                    | Назва                                      | Автор слів           | Автор музики         | Артист               | Тривалість           |
| -------------------- | ------------------------------------------ | -------------------- | -------------------- | -------------------- | -------------------- |
| 1.                   | «Can You Hear My Voice» (내 목소리 들리니) | Ji Hoon Park Se-jun  | Rocoberry            | Ben                  | 4:32                 |
| 2.                   | «Can You Hear My Voice» (Inst.)            |                      | Rocoberry            |                      | 4:32                 |
| 9:04                 |                                            |                      |                      |                      |                      |

### Частина 10
| Реліз 12 серпня 2019 | Реліз 12 серпня 2019 | Реліз 12 серпня 2019         | Реліз 12 серпня 2019 | Реліз 12 серпня 2019 | Реліз 12 серпня 2019 |
| #                    | Назва                | Автор слів                   | Автор музики         | Артист               | Тривалість           |
| -------------------- | -------------------- | ---------------------------- | -------------------- | -------------------- | -------------------- |
| 1.                   | «So Long» (안녕)     | Paul Kim Ji Hoon Park Se-jun | Rocoberry Paul Kim   | Paul Kim             | 3:46                 |
| 2.                   | «So Long» (Inst.)    |                              | Rocoberry Paul Kim   |                      | 3:46                 |
| 7:32                 |                      |                              |                      |                      |                      |

### Частина 11
| Реліз 17 серпня 2019 | Реліз 17 серпня 2019  | Реліз 17 серпня 2019 | Реліз 17 серпня 2019        | Реліз 17 серпня 2019 | Реліз 17 серпня 2019 |
| #                    | Назва                 | Автор слів           | Автор музики                | Артист               | Тривалість           |
| -------------------- | --------------------- | -------------------- | --------------------------- | -------------------- | -------------------- |
| 1.                   | «Say Goodbye»         | Ji Hoon Park Se-jun  | Ahn Young-min Lee Seung-joo | Сон Ха Йон           | 3:05                 |
| 2.                   | «Say Goodbye» (Inst.) |                      | Ahn Young-min Lee Seung-joo |                      | 3:05                 |
| 6:10                 |                       |                      |                             |                      |                      |

### Частина 12
| Реліз 18 серпня 2019 | Реліз 18 серпня 2019  | Реліз 18 серпня 2019 | Реліз 18 серпня 2019 | Реліз 18 серпня 2019 | Реліз 18 серпня 2019 |
| #                    | Назва                 | Автор слів           | Автор музики         | Артист               | Тривалість           |
| -------------------- | --------------------- | -------------------- | -------------------- | -------------------- | -------------------- |
| 1.                   | «Done For Me»         | Ji Hoon              | Lee Seung-joo        | Punch                | 3:52                 |
| 2.                   | «Done For Me» (Inst.) |                      | Lee Seung-joo        |                      | 3:52                 |
| 7:44                 |                       |                      |                      |                      |                      |

### Частина 13
| Реліз 24 серпня 2019 | Реліз 24 серпня 2019          | Реліз 24 серпня 2019            | Реліз 24 серпня 2019 | Реліз 24 серпня 2019 | Реліз 24 серпня 2019 |
| #                    | Назва                         | Автор слів                      | Автор музики         | Артист               | Тривалість           |
| -------------------- | ----------------------------- | ------------------------------- | -------------------- | -------------------- | -------------------- |
| 1.                   | «Love Del Luna» (러브 델루나) | Ji Hoon, Park Se-jun, Peter Pan | A10TION              | Лі Тейон, Punch      | 4:28                 |
| 2.                   | «Love Del Luna» (Inst.)       |                                 | A10TION              |                      | 4:28                 |
| 8:56                 |                               |                                 |                      |                      |                      |

### Чарти
| «Another Day» (Monday Kiz і Punch)                                                        | 2019 | 20 | Частина 1  | [ 18 ] |
| «Lean on My Shoulders» (나의 어깨에 기대어요) (10cm)                                      | 2019 | 13 | Частина 2  |        |
| «All About You»(그대라는 시) (Тейон)                                                      | 2019 | 1  | Частина 3  |        |
| «Only You» (너만 너만 너만) (Ян Та Іль)                                                   | 2019 | 33 | Частина 4  |        |
| «Can You See My Heart» (내 맘을 볼 수 있나요) (Heize)                                     | 2019 | 2  | Частина 5  |        |
| «At the End» (그 끝에 그대) (Чонха)                                                       | 2019 | 18 | Частина 6  |        |
| «Remember Me» (기억해줘요 내 모든 날과 그때를) (Gummy)                                    | 2019 | 1  | Частина 7  |        |
| «See the Stars» (어떤 별보다) (Red Velvet)                                                | 2019 | 50 | Частина 8  |        |
| «Can You Hear My Voice» (내 목소리 들리니) (Ben)                                          | 2019 | 3  | Частина 9  |        |
| «So Long» (안녕) (Пол Кім)                                                                | 2019 | 1  | Частина 10 |        |
| «Say Goodbye» (Сон Ха Е)                                                                  | 2019 | 22 | Частина 11 | [ 19 ] |
| «Done for Me» (Punch)                                                                     | 2019 | 1  | Частина 12 | [ 20 ] |
| «Love Del Luna» (러브 델루나) (Лі Тейон & Punch)                                          | 2019 | 46 | Частина 13 | [ 21 ] |
| «—» позначає випуски, які не відображалися у чартах або не були випущені у цьому регіоні. |      |    |            |        |

## Рейтинг
У цій таблиці синіми цифрами показані найнижчі оцінки, а червоними — найвищі.
| Епізод    | Дата першого виходу | Середня частка аудиторії | Середня частка аудиторії |
| Епізод    | Дата першого виходу | AGB Nielsen              | AGB Nielsen              |
| Епізод    | Дата першого виходу | Загальнонаціональний     | По Сеулу                 |
| --------- | ------------------- | ------------------------ | ------------------------ |
| 1         | 13 липня, 2019      | 7.327 %                  | 7.749%                   |
| 2         | 14 липня, 2019      | 7.633 %                  | 8.857 %                  |
| 3         | 20 липня, 2019      | 8.281 %                  | 9.478 %                  |
| 4         | 21 липня, 2019      | 7.736 %                  | 9.024 %                  |
| 5         | 27 липня, 2019      | 7.023%                   | 7.883 %                  |
| 6         | 28 липня, 2019      | 8.701 %                  | 9.949 %                  |
| 7         | 3 серпня, 2019      | 8.052 %                  | 8.772 %                  |
| 8         | 4 серпня, 2019      | 9.131 %                  | 10.469 %                 |
| 9         | 10 серпня, 2019     | 8.349 %                  | 10.266 %                 |
| 10        | 11 серпня, 2019     | 10.009 %                 | 11.779 %                 |
| 11        | 17 серпня, 2019     | 8.590 %                  | 9.746 %                  |
| 12        | 18 серпня, 2019     | 10.407 %                 | 12.178 %                 |
| 13        | 24 серпня, 2019     | 8.750 %                  | 9.892 %                  |
| 14        | 25 серпня, 2019     | 9.995 %                  | 11.986 %                 |
| 15        | 31 серпня 2019      | 9.892 %                  | 11.255 %                 |
| 16        | 1 вересня, 2019     | 12.001%                  | 13.875%                  |
| Звичайний | Звичайний           | 8.867%                   | 10.197%                  |

- Ця дорама транслювалася на кабельному каналі/платному телебаченні, яке зазвичай має відносно меншу аудиторію, порівняно з безкоштовним телебаченням/громадськими мовниками (KBS, SBS, MBC і EBS).

## Міжнародне мовлення
- Малайзія, Сінгапур — TVN Asia[23], iQIYI[24]
- Сінгапур — Viu[25], iQIYI
- Індонезія — Viu, iQIYI
- Філіппіни — ABS-CBN, iQIYI
- Індія — Viki[26]
- В'єтнам — iQIYI
- Лаос — iQIYI
- М'янма — iQIYI
- Бруней — iQIYI
- Таїланд — iQIYI
- Камбоджа — iQIYI
- Тайвань — iQIYI

## Нагороди та номінації
| Рік  | Премія                       | Категорія                        | Номінант               | Результат    | Посилання |
| ---- | ---------------------------- | -------------------------------- | ---------------------- | ------------ | --------- |
| 2019 | 12th Korea Drama Awards      | Кращий оригінальний саундтрек    | «All About You» (Теен) | Номінація    | [ 27 ]    |
| 2019 | 12th Korea Drama Awards      | Пожиттєва нагорода за досягнення | Юн Дон Хван            | Перемога     | [ 28 ]    |
| 2019 | 21st Mnet Asian Music Awards | Кращий OST                       | «Remember Me» (Gummy)  | В очікуванні |           |
| 2019 | 21st Mnet Asian Music Awards | Кращий OST                       | «So Long» (Пол Кім)    | В очікуванні |           |